# رينيه غونزاليس (لاعب كرة قاعدة)
رينيه غونزاليس هو لاعب كرة قاعدة كوبي، ولد في 5 أغسطس 1918، وتوفي في 9 مايو 1982.